# Ferdinand Strobel
Ferdinand Strobel SJ (* 3. Oktober 1908 in Unterschefflenz; † 23. November 1999 in Feldkirch) war ein Schweizer Jesuit und Kirchenhistoriker.

## Leben
Ferdinand Strobel war der Sohn seines gleichnamigen Vaters Ferdinand Strobel und dessen Ehefrau Sophie, geb. Lehmann. Er wuchs mit drei jüngeren Geschwistern in Weinfelden auf und besuchte von 1923 bis 1927 das Gymnasium Sarnen, 1928 erhielt er seine Matura an der Kantonsschule Frauenfeld; anschliessend trat er am 20. September 1928 in Tisis bei Feldkirch in die Gesellschaft Jesu ein und begann sein zweijähriges Noviziat.
Von 1930 bis 1933 studierte er Philosophie mit anschliessendem Lizenziat am Berchmanskolleg in Pullach im Isartal, das er mit einem Geschichtsstudium an der Universität München fortsetzte, mit der Absicht als Historiker an der wissenschaftlichen Fachzeitschrift Stimmen der Zeit mitzuwirken; er promovierte dort 1936 zum Dr. phil. I magna cum laude. Seine Dissertation Der Katholizismus und die liberalen Strömungen in Baden vor 1848 wurde 1938 veröffentlicht.
Als Theologiestudent war er von 1936 bis 1940 an der Philosophisch-Theologischen Hochschule Sankt Georgen in Frankfurt am Main, an der Universität Innsbruck, in Rom und in Florenz.
1939 erhielt er seine Priesterweihe in München und war von 1941 bis 1944 Religionslehrer für die höheren Klassen des Gymnasiums in Basel sowie von 1945 bis 1952 am Apologetischen Institut in Zürich im Fachgebiet Jesuitenfragen tätig und erhielt den Auftrag, Dokumente über den kirchlichen Widerstand in der Zeit des Nationalsozialismus zu veröffentlichen. Die Arbeit wurde 1946 unter dem Titel Christliche Bewährung veröffentlicht.
1947 und 1948 standen die 100-Jahr-Jubiläen des Sonderbundskrieges, der Jesuitenvertreibung aus der Schweiz und der neuen Bundesverfassung mit dem Jesuitenverbot bevor. Strobel erhielt 1946 als Historiker den Auftrag, den Hintergründen dieser Ereignisse mit eingehender archivalischer Forschung nachzugehen. Neben vielen Vorträgen und Artikeln über die Jesuitenfrage erschien 1948 die Publikation Zur Jesuitenfrage in der Schweiz. 1954 veröffentlichte er sein 1100 Seiten umfassendes Werk Die Jesuiten und die Schweiz im 19. Jahrhundert, das unter den Mitbrüdern auch als der Grosse Strobel bezeichnet wurde.
Karl Thüer (1904–1984), Provinzial der Schweizer Jesuiten, war mit der Erweiterung des Jesuitenkollegs Stella Matutina in Feldkirch befasst und ernannte den Historiker Strobel zum Geschichtslehrer am Gymnasium. Hierzu musste Ferdinand Strobel aber die vom österreichischen Staat geforderte Lehramtsprüfung für Mittelschulen vorweisen und um diese zu erhalten, studierte er von 1953 bis 1955 erneut Geschichte an der Universität Wien. Danach war er von 1955 bis 1979 als Lehrer für Geschichte am Jesuitenkolleg Stella Matutina tätig. In dieser Zeit arbeitete er an der mehrbändigen Ausgabe Helvetia Sacra unter der Leitung von Albert Bruckner mit, so dass er die Zeit der Weihnachts-, Oster- und Sommerferien nutzte, um die nötigen Recherchen im In- und Ausland, vor allem in den Ordensarchiven Rom, München, Wien und Köln und vielen Staatsarchiven zu tätigen, so dass 1976 in der Reihe Helvetia Sacra, Abteilung VII: Der Regularklerus der Band Die Gesellschaft Jesu in der Schweiz erscheinen konnte.
Nach seiner Pensionierung vom Schulbetrieb zog er 1981 von Feldkirch nach Zürich, um dort das neu zu ordnende Archiv der Schweizer Jesuiten-Provinz einzurichten, in dem er dann bis 1989 als Provinzarchivar aktiv war. 1986 veröffentlichte er das 660 Seiten umfassende Schweizer Jesuitenlexikon als Manuskript. Ferdinand Strobel trug wesentlich zur Aufarbeitung der Geschichte der Jesuiten in der Schweiz im 19. Jahrhundert bei.

## Schriften (Auswahl)
- Katharina von Siena: politische Briefe. v, Einsiedeln 1933.
- Der Katholizismus und die liberalen Strömungen in Baden vor 1848. München 1938.
- Christliche Bewährung. Dokumente des Widerstandes der katholischen Kirche in Deutschland 1933-1945. Verlag Otto Walter, Olten 1946.
- Die Jesuitenfrage zur Sonderbundszeit. Benziger, Einsiedeln 1947.
- Zur Jesuitenfrage in der Schweiz. NZN Verlag,  Zürich 1948.
- Die Jesuiten und die Schweiz im 19. Jahrhundert. Ein Beitrag zur Entstehung des schweizerischen Bundesstaates. Olten 1954.
- Schweizer Jesuitenlexikon. Zürich 1986.